# ネッカーテンツリンゲン

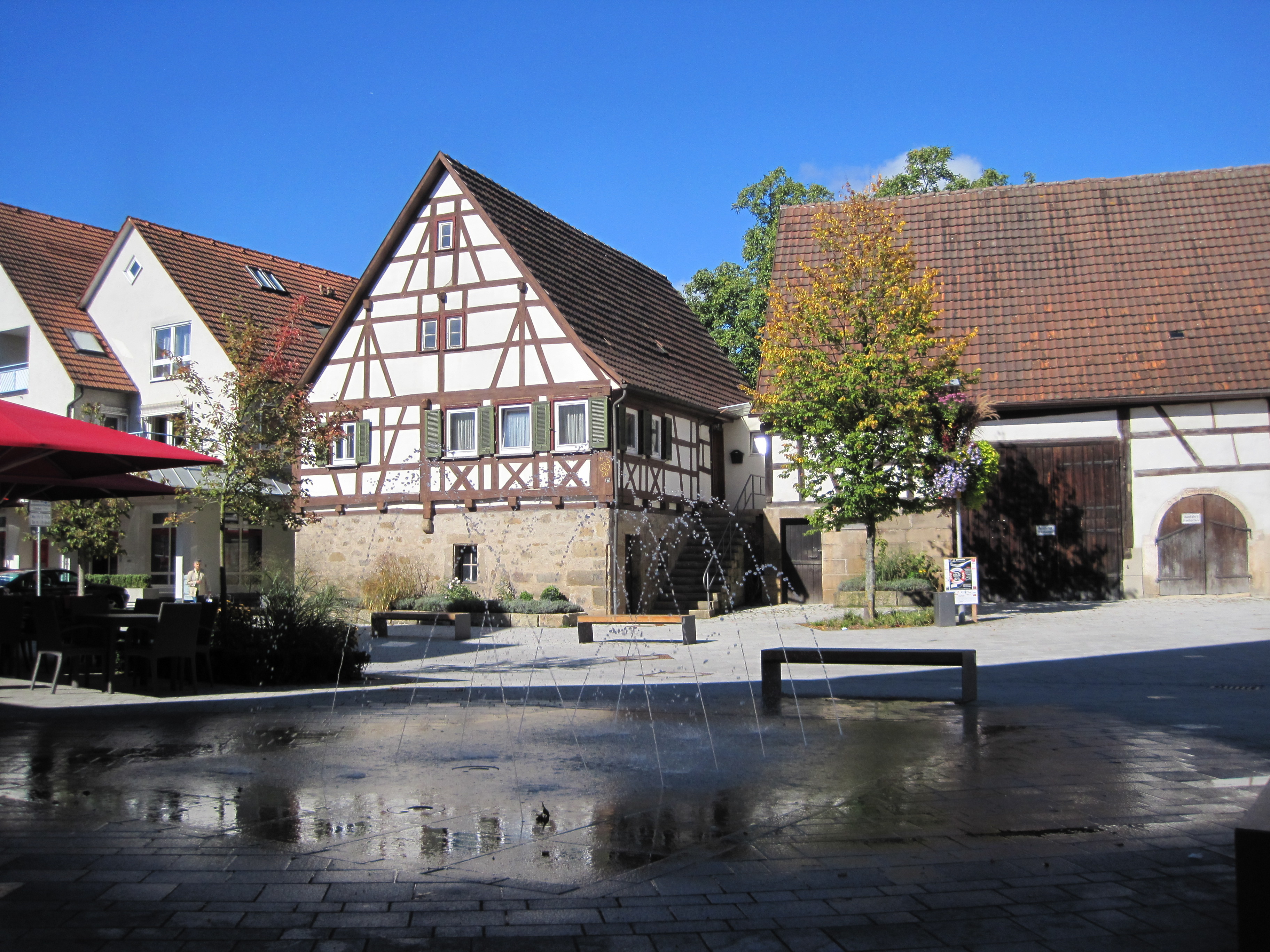
ネッカーテンツリンゲンの町の中心部プラン通りの噴水

ネッカーテンツリンゲン (ドイツ語: Neckartenzlingen) は、ドイツ連邦共和国バーデン＝ヴュルテンベルク州シュトゥットガルト行政管区のエスリンゲン郡に属す町村（以下、本項では便宜上「町」と記述する）である。この町はシュヴェービシェ・アルプの麓に位置している。この町はシュトゥットガルト地方（1992年まではミッテレラー・ネッカー地方）およびシュトゥットガルト大都市圏に属す。

## 地理

### 位置
ネッカーテンツリンゲンは、ネッカータールの、エルムス川がネッカー川に注ぐ河口に位置する。シュトゥットガルトの南約 25 km、ロイトリンゲンの北約 10 km、アルプトラウフの北西 7 km にあたる。高度は 288 m から 415 m である。

### 自治体の構成
自治体ネッカーテンツリンゲンには、ネッカーテンツリンゲン集落の他に小集落ハンメットヴァイルが属す。

### 隣接する市町村
ネッカーテンツリンゲンには北東から時計回りに以下の市町村が境を接する: ネッカータイルフィンゲン、アルトドルフ、ベンプフリンゲン、ロイトリンゲン（ミッテルシュタット市区）、プリーツハウゼン、アルテンリート、シュライトドルフ。ロイトリンゲンとプリーツハウゼンはロイトリンゲン郡、それ以外はいずれもエスリンゲン郡に属す。

### 土地利用
2020年現在のこの町の用途別土地面積および占有率は以下の通りである。

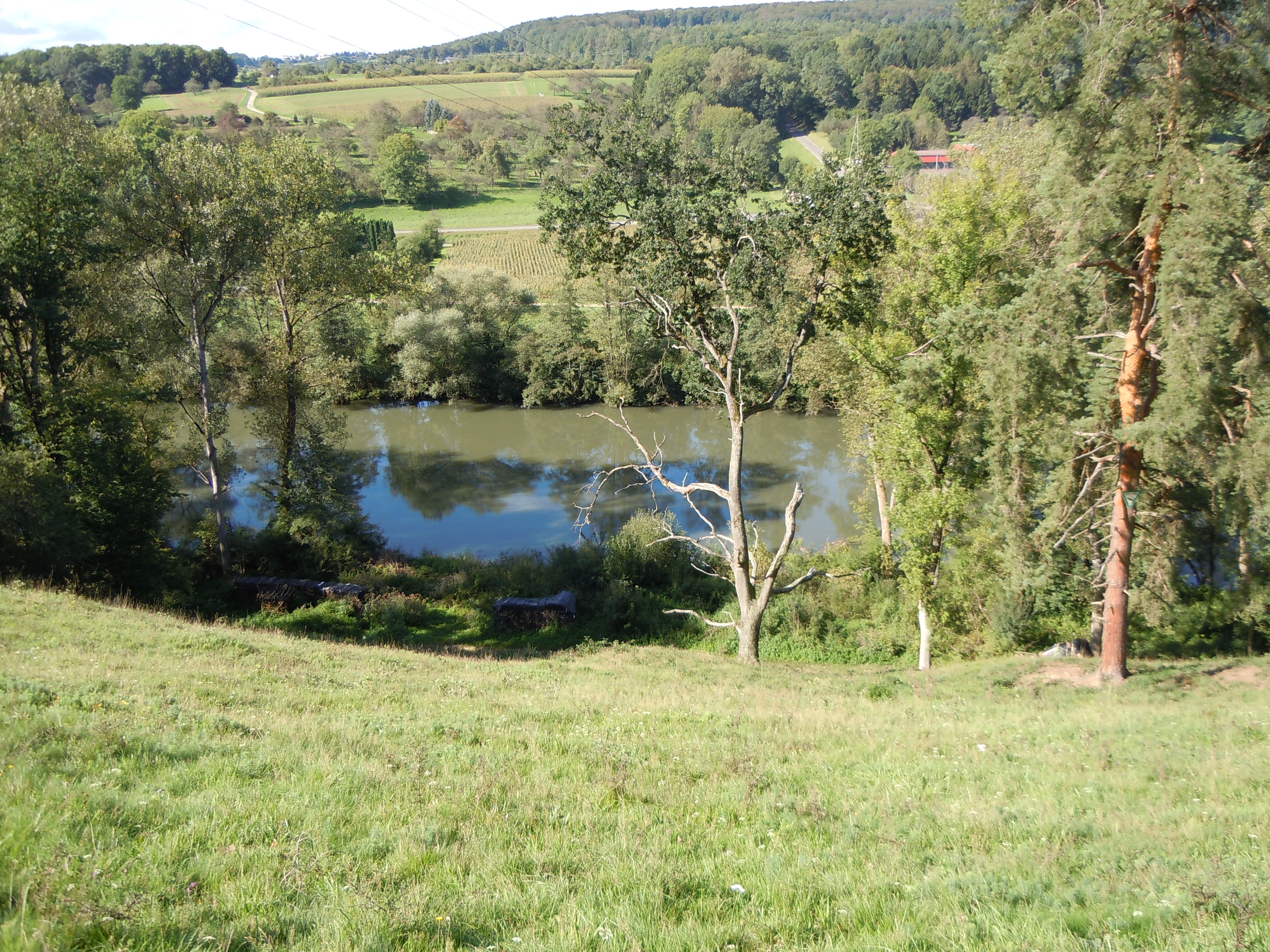
シェーンライン自然保護区

| 用途         | 面積 (ha) | 占有率 (%) |
| ------------ | --------- | ---------- |
| 住宅用地     | 73        | 8.1        |
| 商工業用地   | 38        | 4.2        |
| レジャー用地 | 24        | 2.7        |
| 交通用地     | 82        | 9.1        |
| 農業用地     | 331       | 36.6       |
| 森林         | 289       | 32.0       |
| 水域         | 31        | 3.4        |
| その他       | 35        | 3.9        |
| 合計         | 903       | 100.0      |

### 自然保護区
町の南部、ネッカー川右岸に「シェーンライン自然保護区」がある。ここは同時にFFH-地区（EUが定める動植物特別保護区）「アルプフォアラント・ニュルティンゲン＝キルヒハイム」にも属している。さらに町域の大部分が「ネッカーテンツリンゲン行政区域のネッカータール、エルムスタールおよびアウトムートタール景観保護区」に属している。

## 歴史

### 先史時代、古代
ネッカーテンツリンゲン町内で新石器時代（紀元前2300年頃）の集落跡が発見されており、町の南にはハルシュタット時代の墳墓も存在する。20世紀初めにはローマ街道（ロッテンブルクからカンシュタット）の舗装部分が発掘された。

### 中世
おそらく紀元後500年頃にアレマン人がこの集落を建設した。町の東部で列状墓地が発見されている。
ネッカーテンツリンゲンの最初の文献記録は、ヒルザウ修道院の寄進や購入について記録した寄進台帳 (Codex Hirsaugiensis) になされている。この文書の1080年頃の記述に Tuntzlingen という名が登場する。12世紀にテンツリンゲン家がネッカー川左岸の古い水車小屋の上の高台に城砦を建設したと推測されている。
中世盛期の終わり頃にネッカーテンツリンゲンはウラッハ伯領とともにヴュルテンベルクの高権下に移された。この集落は1484年頃までアムト・グレッツィンゲンの下に置かれ、その後はアムト・ニュルティンゲンに属した。

### 近世以後
ウルリヒ公は1534年に宗教改革を行った。19世紀の初めにヴュルテンベルク王国が創設された後もネッカーテンツリンゲンはオーバーアムト・ニュルティンゲンの管轄下に留まった。
19世紀にネッカーテンツリンゲンは砂岩採石の中心地となった。20以上の採石場が設けられ、ここから白いネッカーテンツリンガー砂岩が産出した。この石材は高品質の臼や砥石に利用されたほか、建築資材としても使われた。ケルン大聖堂やウルム大聖堂にもネッカーテンツリンガー砂岩が用いられている。
ナチ時代のヴュルテンベルクの行政改革によってネッカーテンツリンゲンはニュルティンゲン郡に編入された。1945年にアメリカ管理地区の一部となり、新設されたヴュルテンベルク＝バーデン州に属した。この州は、1952年に現在のバーデン＝ヴュルテンベルク州となった。バーデン＝ヴュルテンベルク州の郡再編によりネッカーテンツリンゲンは1973年にエスリンゲン郡に属すこととなった。

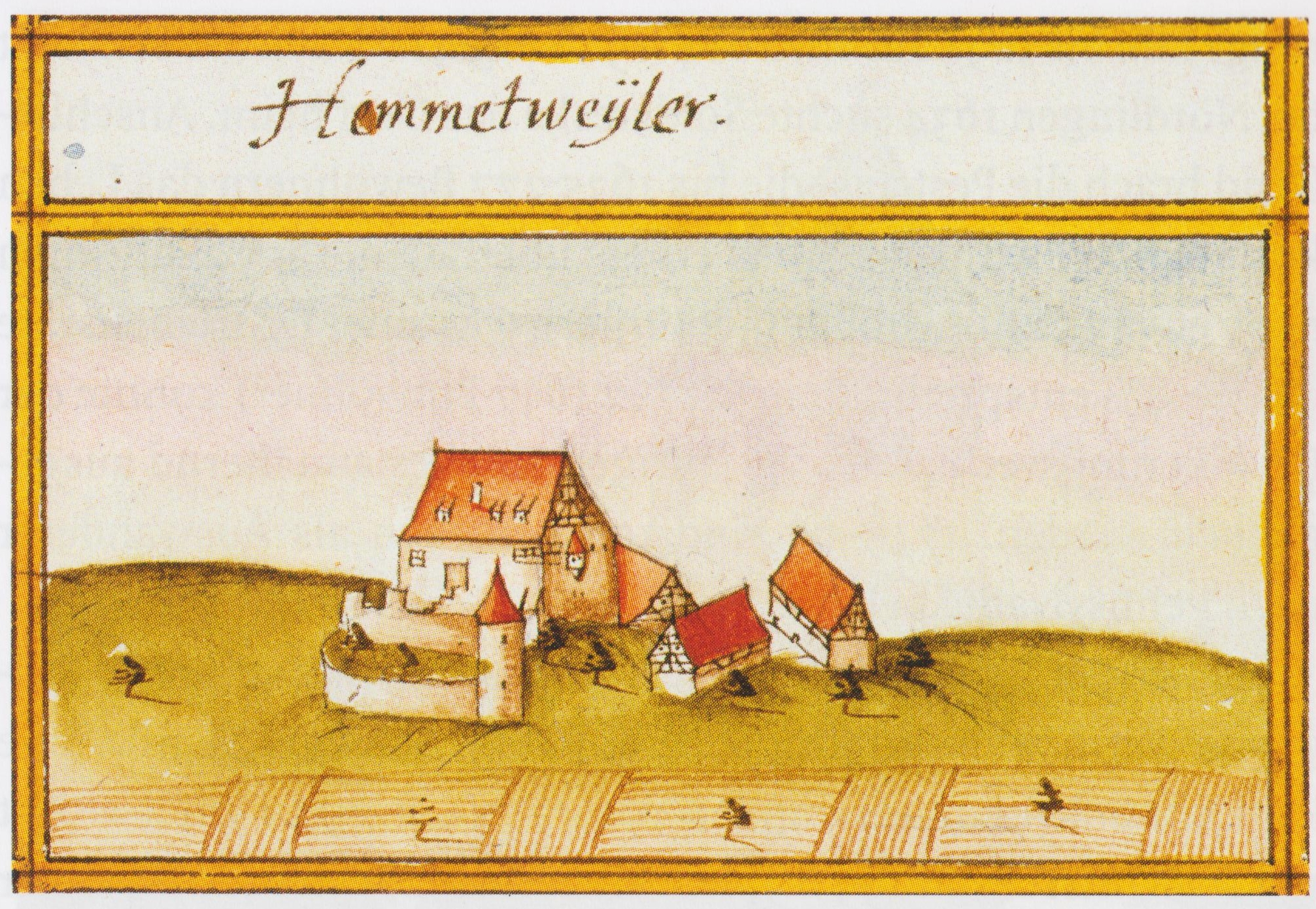
1683年頃にアンドレアス・キーザーによって描かれたハンメットヴァイラー

### ハンメットヴァイル
ハンメットヴァイル城は、1266年に初めて記録されている。この城は建造後1世紀の間に頻繁に所有者を替えた。この城から発展した騎士領は、1543年からヴュルテンベルクのトゥンプ・フォン・ノイブルク男爵の所有となった。

### 人口推移

ネッカーテンツリンゲンの人口推移

## 住民

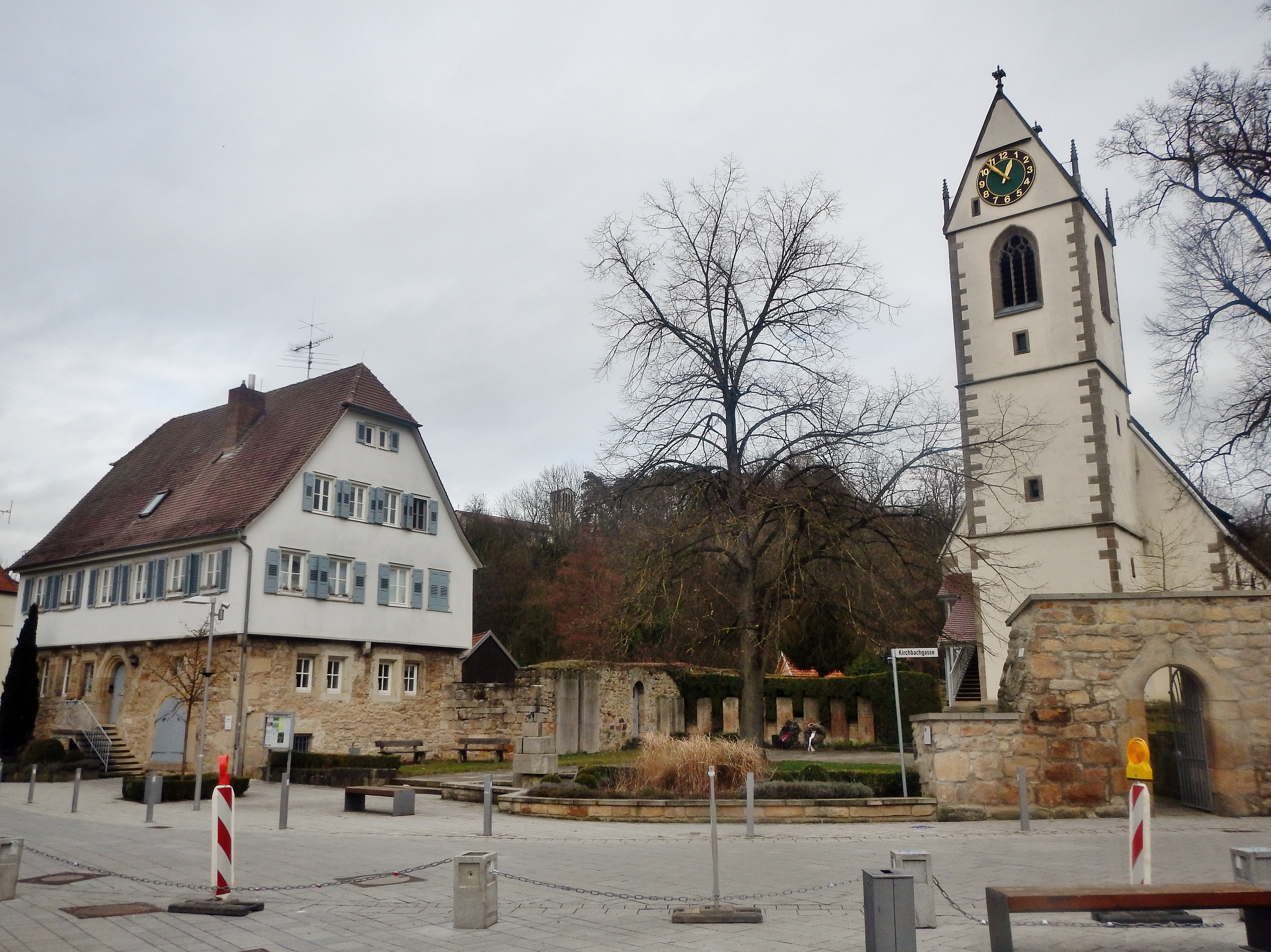
福音主義マルティンス教会

### 宗教
ネッカーテンツリンゲンは、宗教改革以後福音主義が主流であったが、現在ではローマ＝カトリック教会や新使徒教会も存在する。

## 行政

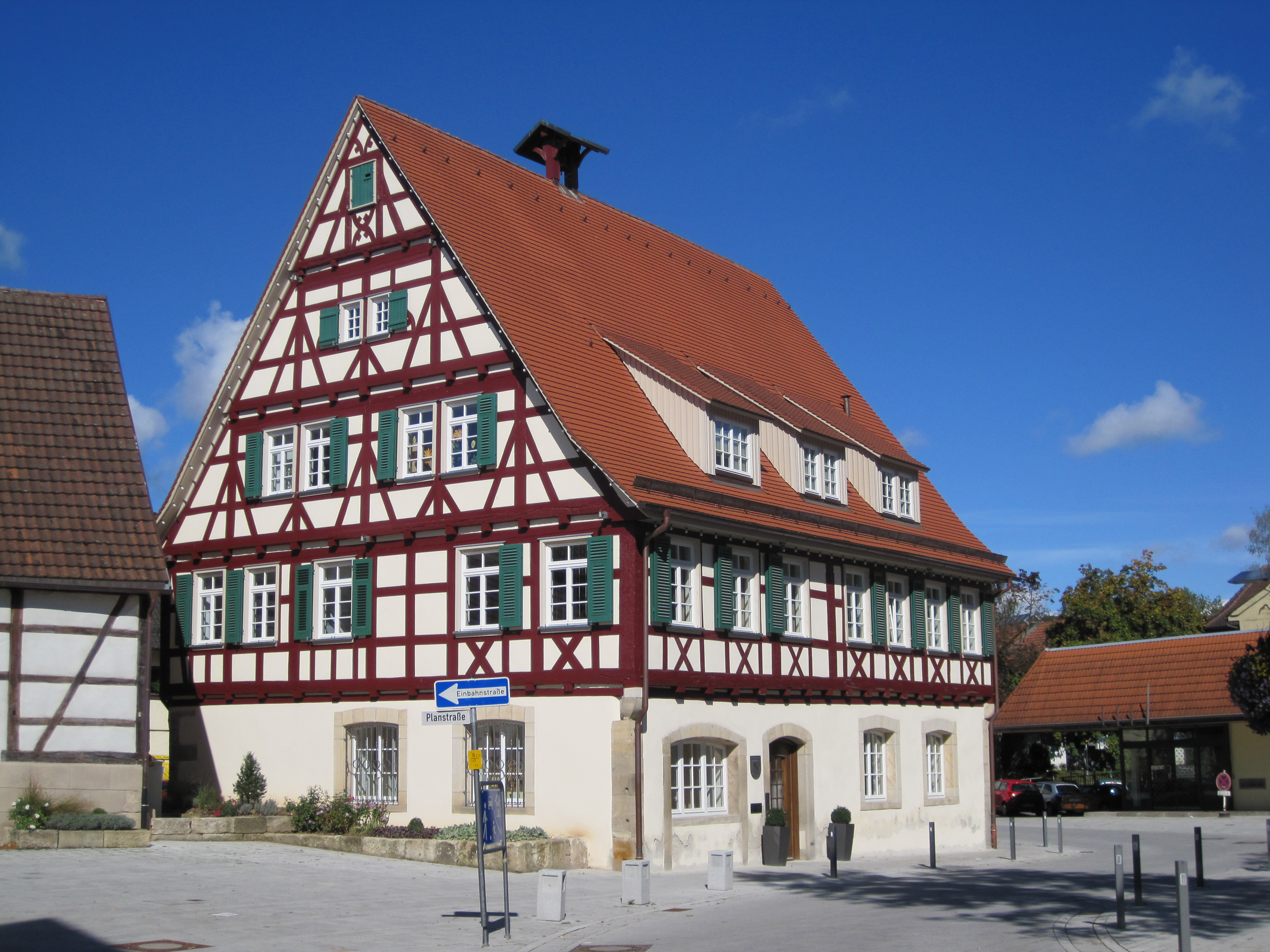
ネッカーテンツリンゲンの旧町役場

### 議会
ネッカーテンツリンゲンの町議会は、18議席からなる。町議会は、これらの選出された名誉職の議員と議長を務める町長とで構成されている。町長は町議会において投票権を有している。

### 首長
第二次世界大戦後の町長を列記する。
- 1945年 - 1946年: クリスティアン・バウアー（委嘱）
- 1946年 - 1954年: ローベルト・ムル
- 1954年 - 1965年: ハンス・メールレ
- 1965年 - 1993年: ハンス・シェーファー
- 1993年 - 2001年: クラウス・ラウ
- 2001年 - 2017年: ヘルベルト・クリューガー
- 2017年 - : メラニー・ブラウン（旧姓: ゴレルト）

ヘルベルト・クリューガーは2008年11月9日に SPD から ALFA党に移籍した。ヘルベルト・クリューガーは16年在職した後、次の町長選挙には立候補しなかった。2016年11月6日、キルヒハイム/テック出身で29歳のメラニー・ゴレルトが第1回投票で 65.6 % の過半数の支持票を獲得してネッカーテンツリンゲンの新しい町長に選出された。

### 紋章
図柄: 青地に金色のマウアーハーケン（ヴォルフスアンゲル）。
この紋章は、古いフレッケンの徴に基づいている。それは "D" の文字（デンツリンゲンの頭文字）とともに1742年に建設されたネッカー橋の石材に刻まれている。

### 姉妹自治体
- コムロー（ハンガリー語版、英語版）（ハンガリー、バラニャ県）[11]

## 経済と社会資本

### 交通
ニュルティンゲンからテュービンゲンに至る連邦道297号線（B297号線）とシュトゥットガルトからロイトリンゲンに至るB312号線がネッカーテンツリンゲンを通っている。
公共旅客近郊交通は、VVS-バス路線187番（ベンプフリンゲン行き）、188/189番（ニュルティンゲンおよびシュライトドルフ行き）、197番（ベンプフリンゲンおよびメッツィンゲン行き）、808番（アイヒおよびフィルダーシュタット行き）が運行している。ネッカーテンツリンゲンには駅がない。最寄りの駅はベンプフリンゲン、メッツィンゲン、ニュルティンゲンにある。
バスの運行時間外には、この地域のタクシー会社のルーフタクシー（デマンド型交通）を呼び出すことができる。

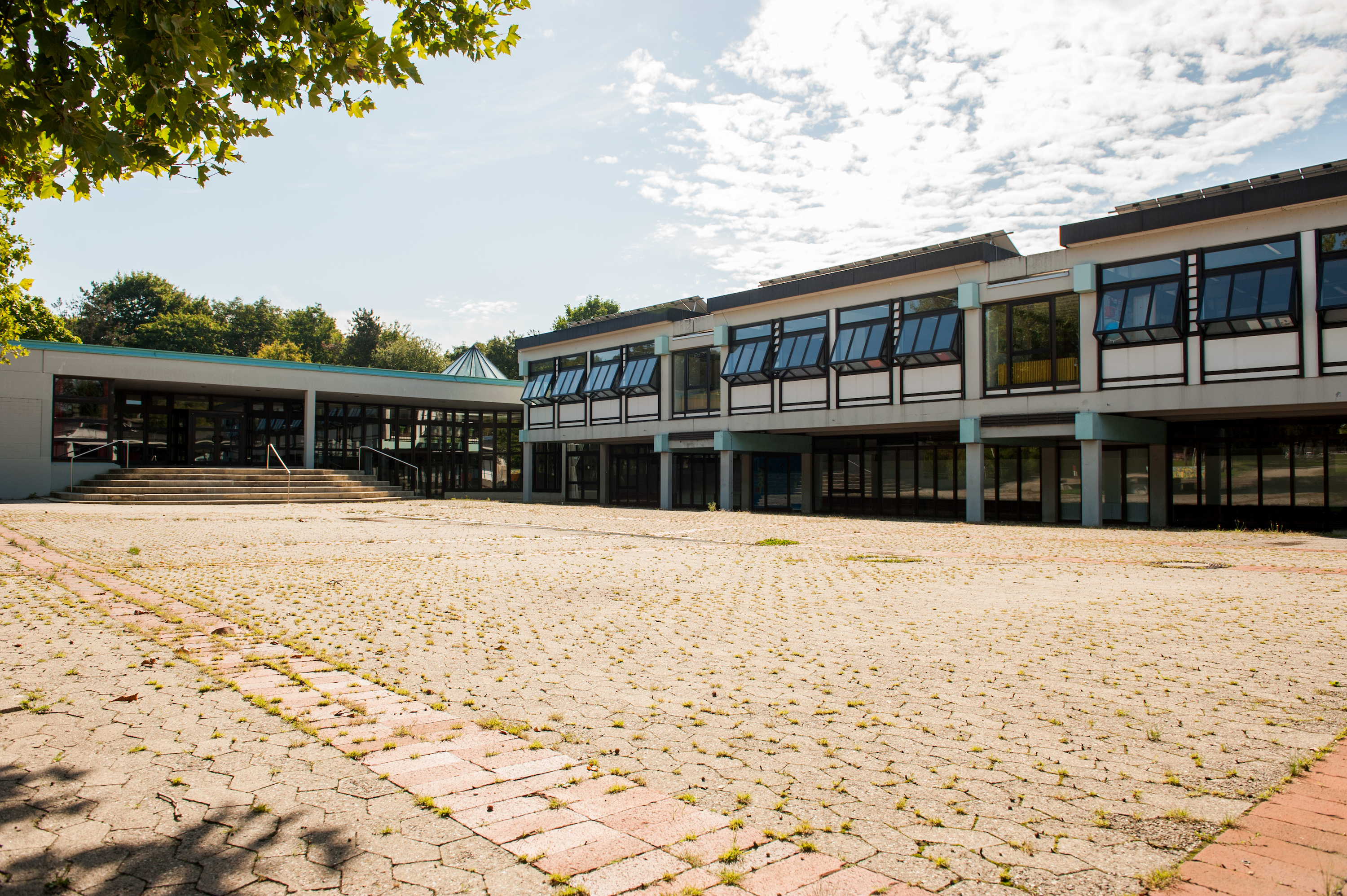
ネッカーテンツリンゲン学校センター

### 教育
アウヴィーゼン学校センターにはギムナジウム、実科学校、基礎課程・作業実科学校、テオドール＝アイゼンロール養護学校のネッカーテンツリンゲン分校がある。
ギムナジウム・ネッカーテンツリンゲンの生徒会は、自らコンセプトを立案したプロジェクト「プロジェクト・シュールゲシュタルトゥング」（直訳: 学校の姿）によって、2006年にバーデン＝ヴュルテンベルク州の名誉賞「Echt gut!」（直訳: 本当に素晴らしい！）を2つのカテゴリ（「若い力」と「聴衆賞」）を受賞した（副賞5千ユーロ）。さらに、やはり生徒会が組織したパイロットプロジェクトである第1回ネッカーテンツリンゲン映画祭のプロジェクトは「金の子供」賞（副賞1万ユーロ）を受賞した。「学校の姿」および「映画祭」プロジェクトは、バーデン＝ヴュルテンベルク州の他の学校でモデルプロジェクトとして利用されるようになった。

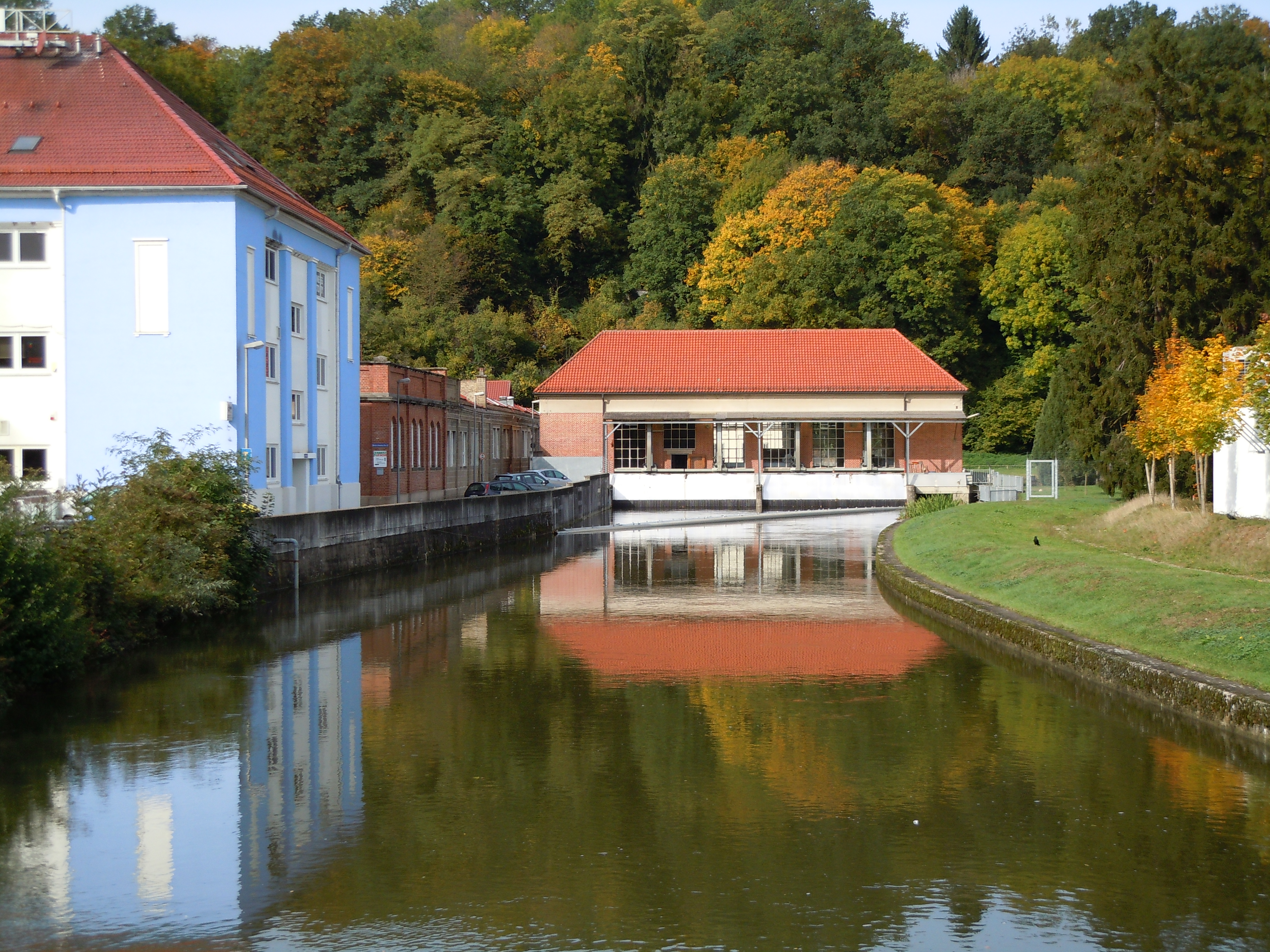
ネッカーテンツリンゲンの水力発電施設

### 公共施設
かつての綿糸紡績工場グミンダーは、ネッカーテンツリンゲンの工業用電力供給用にネッカーテンツリンゲン水力発電所を建設した。
町の中心部（歩行者専用道路「ホーラー・シュタイン」沿い）にもう1つの水力発電施設がある。この発電施設は近隣の家庭に電気を供給している。

### 遊戯広場
この町には9つの遊戯広場がある。
発電所沿いの遊戯広場とヴェンゲルトの遊戯広場は町の中心部のすぐ近くにある。

### ショッピングと工業地区
町の南西に産業パーク B297 と呼ばれる広さ約 4.5 ha の場所がある。産業パーク（および町の中心機能）を設ける事で、町は周辺のショッピングセンターに対する競争力を保持しようとしている。

### ライフライン

#### 電力供給
この町の電力網は、2013年からロイトリンゲンに本社を置くフェアネッツによって運営されている。供給元は EnBW である。

#### ガス供給
天然ガス網は、シュタットヴェルク・ロイトリンゲン GmbH と EnBW コムナーレ・ベタイリグンゲン GmbH との子会社フェアエネルギー GmbH によって運営されている。

#### 上水道
この町は、フィルダー水供給目的連合に加盟している。

#### 下水道
下水の浄化は、町内の汚水処理場で行っている。

#### 廃棄物処理
廃棄物処理はエスリンゲン郡の廃棄物処理会社が担当している。

## 文化と見所

### 建築
13件の建築文化財は建設された年代順に、パンフレット「ネッカーテンツリンゲン歴史の学習路」（企画、デザイン: エリカ・ケルン、ヘルムート・ケルン）で紹介されている。これは、2007年にネッカーテンツリンゲン郷土史研究会 e.V. (INO) の歴史の学習路作業グループによって作成された。

### スポーツ
リヒャルト＝ヒルシュマン＝ルントシュポルトハレ（体育館）は、3つのホールと体操競技場を有している。クラブや学校スポーツがこれを利用している。ハイリゲン・ブロンには、スポーツハウスを持つ2面のサッカーグラウンドと、クラブハウスを持つ5面のテニスコートがある。さらに学校の敷地内には、幅跳びやビーチバレーの設備を備えた学校スポーツ＝スタジアムがある。

## 人物

### 出身者
- ゴットロープ・バウクネヒト（ドイツ語版、英語版）（1892年 - 1976年）発明家、起業家。

### ゆかりの人物
- パスカル・ブライアー（ドイツ語版、英語版）（1992年 - ）サッカー選手。

## 関連図書
- Fritz Reiff (1959). Gemeinde Neckartenzlingen. ed. Neckartenzlingen einst und jetzt, Ein Heimatbuch
- Hans Schwenkel (1953). : Heimatbuch des Kreises Nürtingen. Band 2. Würzburg. pp. 636–667
- Landesarchiv Baden-Württemberg i. V., Landkreis Esslingen, ed (2009). Der Landkreis Esslingen, Band 2. Ostfildern: Jan Thorbecke Verlag. p. 197. ISBN 978-3-7995-0842-1
- Volker Reiff, ed (2012). Neckartenzlingen 1914–1918. Nürtingen: Senner Druckhaus. ISBN 978-3-922849-33-9
- August Friedrich Pauly, ed (1848). “Neckar-Tenzlingen”. Beschreibung des Oberamts Nürtingen. Die Württembergischen Oberamtsbeschreibungen 1824–1886. Band 25. Stuttgart / Tübingen: Cotta’sche Verlagsbuchhandlung. pp. 180–184